# الجوخاء (الجميمة)

تعديل مصدري - تعديل

الجوخاء هي إحدى قرى عزلة خطوه الحمارين بمديرية الجميمة التابعة لمحافظة حجة، بلغ تعداد سكانها 151 نسمة حسب تعداد اليمن لعام 2004.